# Comitatul Sevier, Tennessee
Comitatul Sevier (în engleză Sevier County) este un comitat din statul Tennessee, Statele Unite ale Americii. Conform recensământului din 2010 avea o populație de 89.889 de locuitori. Reședința și cel mai mare oraș al comitatului este Sevierville.

## Comitate adiacente
- Jefferson County, Tennessee - nord
- Cocke County, Tennessee - est
- Haywood County, North Carolina - sud-est
- Swain County, North Carolina - sud
- Blount County, Tennessee - vest
- Knox County, Tennessee - nord-vest

## Educație
Head Start:
- Boyds Creek Headstart, on Boyds Creek Highway
- Douglas Dam Headstart, in Sevierville
- Harrisburg Headstart, on Old Harrisburg Road
- Wearwood Headstart, in Sevierville
- Underwood Headstart, in Kodak

Preschool:
- Trula Lawson Early Childhood Center, in Sevierville

Elementary/middle schools:
- Boyds Creek Elementary, in Sevierville
- Caton's Chapel Elementary, on Caton's Chapel Road
- Jones Cove Elementary, on Jones Cove Road
- New Center School, in Sevierville
- Northview Primary, in Kodak
- Northview Intermediate, in Kodak
- Pi Beta Phi Elementary, in Gatlinburg
- Pigeon Forge Middle, in Pigeon Forge
- Pigeon Forge Primary, in Pigeon Forge
- Pittman Center School, in Pittman Center
- Sevierville Intermediate, in Sevierville
- Sevierville Middle, in Sevierville
- Sevierville Primary, in Sevierville
- Seymour Middle, Seymour
- Seymour Intermediate, Seymour
- Seymour Primary, Seymour
- Wearwood Elementary, Sevierville